# 小行星8364
小行星8364（英語：8364）是一颗围绕太阳公转的小行星。1990年9月15日，亨利·E·霍爾特在帕洛马山发现了此天体。
这颗小行星的绝对星等为250.3269248123803等。